# Zoochorie

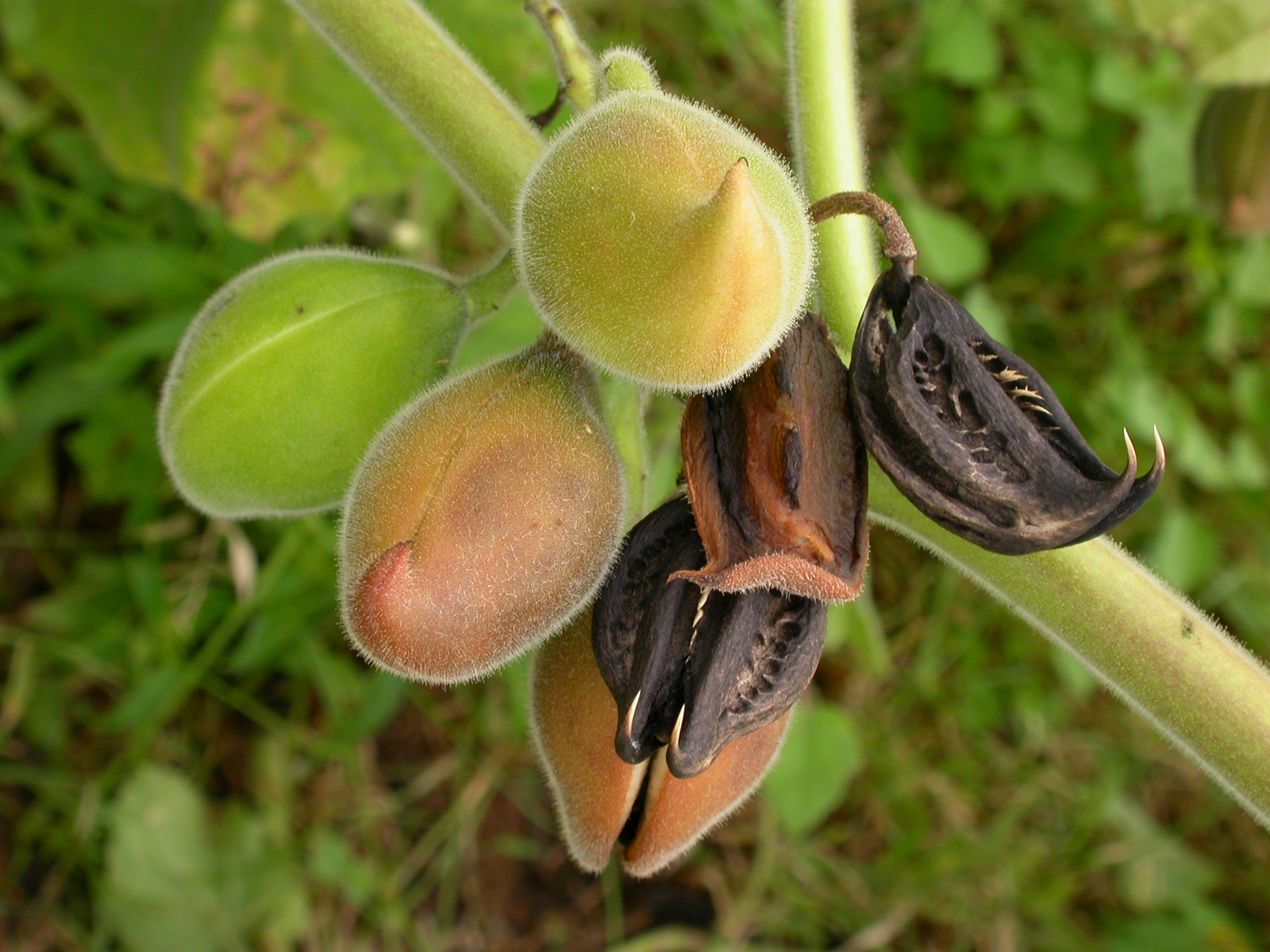
Früchte von Martynia annua (Martyniaceae). Die Widerhaken dienen epizoochorer Ausbreitung

Zoochorie (von griechisch ζῶον zōon, deutsch ‚lebendiges Wesen, Tier‘ und χωρεῖν chōreín, deutsch ‚sich fortbewegen, wandern‘) ist die Ausbreitung von Diasporen (z. B. Samen) verschiedener Pflanzen durch Tiere (Tierausbreitung). Sie ist eine der Formen der Ausbreitungsmechanismen von Pflanzen. Dabei wird zwischen der Endozoochorie (Diasporen werden gefressen und wieder ausgeschieden) und der Epizoochorie (Diasporen haften der Körperoberfläche an) unterschieden.
Die wissenschaftlich übliche Einteilung der zoochoren Ausbreitung von Diasporen ist folgende:
- Ichthyochorie, die Ausbreitung durch Fische
- Saurochorie, die Ausbreitung durch Reptilien
- Mammaliochorie, die Ausbreitung durch Säugetiere.
  - Eine Form hiervon ist die Chiropterochorie, die Ausbreitung durch Fledertiere (Fledermäuse und Flughunde)
- Entomochorie, die Ausbreitung durch Insekten
  - Myrmekochorie, die Ausbreitung durch Ameisen
- Ornithochorie, die Ausbreitung durch Vögel
- Endochorie, die sogenannte Verdauungsausbreitung durch Tiere, also z. B. das Fressen von Früchten und die spätere Ausscheidung der unverdaulichen Samen
  - Koprochorie, die sekundäre Samenverbreitung durch Käfer (Diplozoochorie).
- Synzoochorie, Verbreitung durch Aufnahme und Verschleppung durch Tiere, ohne dass der Samen selber verzehrt wird, meist in Form der:
  - Stomatochorie bzw. Stomatozoochorie (Mundwanderung), Ausbreitung durch Aufnahme der Diasporen im Mund und späteres Ausspucken oder Fallenlassen der Kerne[1]
  - Dyszoochorie, ein Teil der Diasporen wird durch die ausbreitenden Arten verzehrt, während ein anderer Teil in den Depots „vergessen“ wird.
- Dysochorie, die Zufallsausbreitung
  - Versteckausbreitung durch Vorratshaltung betreibende Tiere (Hamster, Eichhörnchen, Siebenschläfer, Feldmaus, Eichel- und Tannenhäher)
  - Bearbeitungsausbreitung (Rhipsozoochorie)
  - Ausbreitung während des Nestbaus
  - Tierstreuung (Ballepizoochorie) durch vorbeistreifende Tiere, siehe auch Tierballisten (Zooballochorie)
  - Epichorie, die Ausbreitung durch Anhaftung: Kletthafter, Klebhafter u. a.
    - Eriochorie, Fellanhaftung
    - Euepizoochorie, Kletthafter
    - Kollepizoochorie, Klebhafter
    - Hydroepizoochorie, Diasporen haften mit Hilfe eines Wasserfilms

Wenn zwei verschiedene Tierarten nacheinander an der Samenverbreitung beteiligt sind, nennt man dies (Diplozoochorie).
Eine erst seit der jüngsten erdgeschichtlichen Vergangenheit auftretende Form der Zoochorie ist die Anthropochorie, die Ausbreitung von Pflanzen durch den Menschen.